# Mercedes Lackey

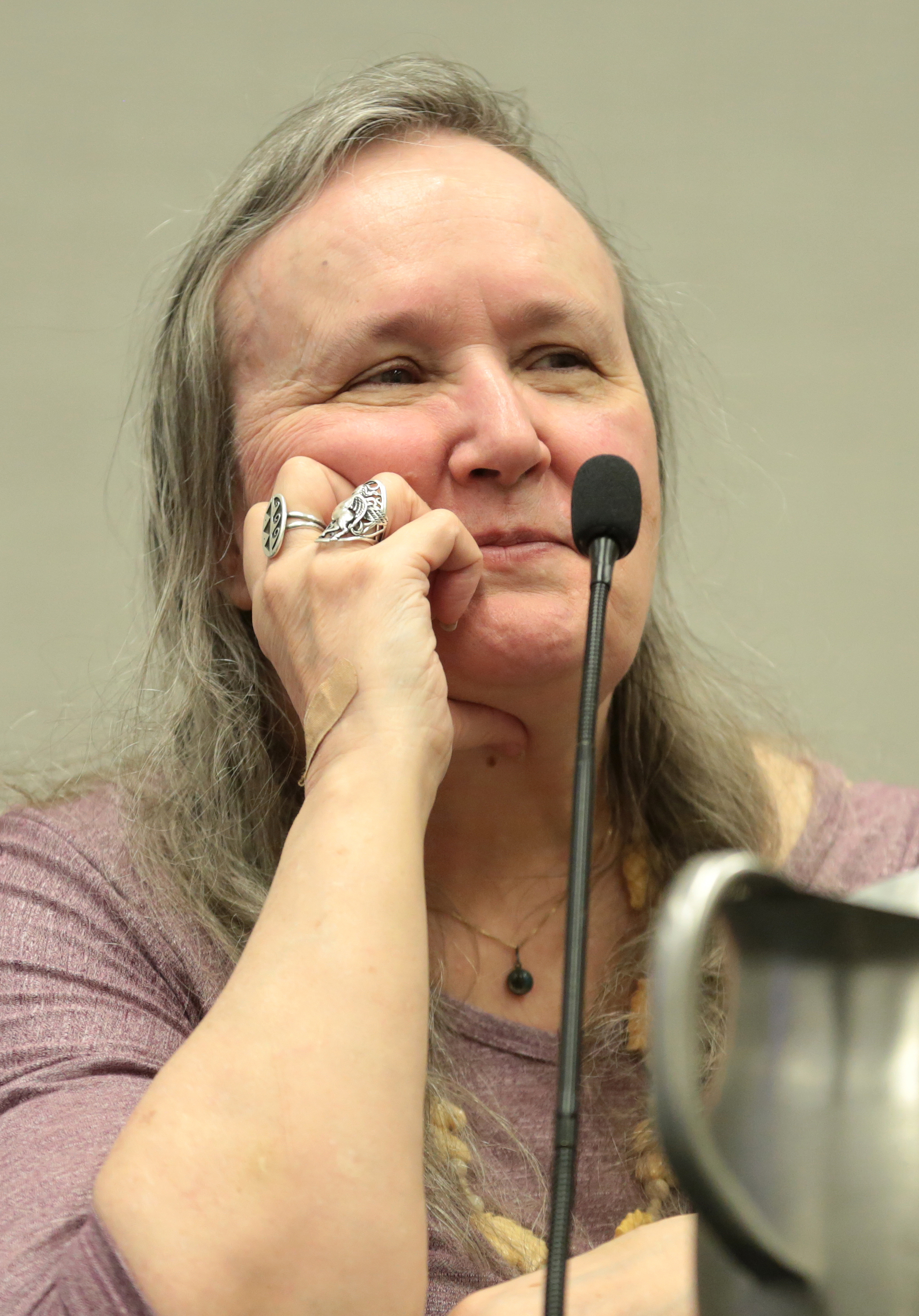
Mercedes Lackey (2018)

Mercedes Ritchie Lackey (* 25. Juni 1950 in Chicago) ist eine der meistverkauften amerikanischen Autorinnen von Fantasy-Romanen.

## Leben
Ihre Geburt verhinderte, dass ihr Vater im Koreakrieg dienen musste. Im Alter von zehn oder elf hatte sie die ersten Berührungen mit Science-Fiction-Literatur, als sie ein Buch ihres Vaters, James H. Schmitz – Agent von Vega, las. Dann las sie Andre Nortons Beast Master und Herr des Donners, letztlich waren es alle Norton-Werke. Lackey hatte nun Schwierigkeiten, genügend Lesematerial in der Stadtbibliothek zu finden, um ihre Leidenschaft für das Lesen zu stillen. Sie schrieb für sich selbst, aber ohne wirklichen Zweck oder Richtung, bis sie die Purdue University besuchte. Sie graduierte im Jahr 1972. Während ihres Studiums lernte sie einen Professor für englische Literatur kennen, der ein Science-Fiction-Fan war. Er half ihr, ihre Lieblingsbücher zu analysieren und dann dieses Wissen zu nutzen. Sie begann ihre Arbeiten in Science-Fiction-Fanzines zu veröffentlichen.

## Professioneller Werdegang

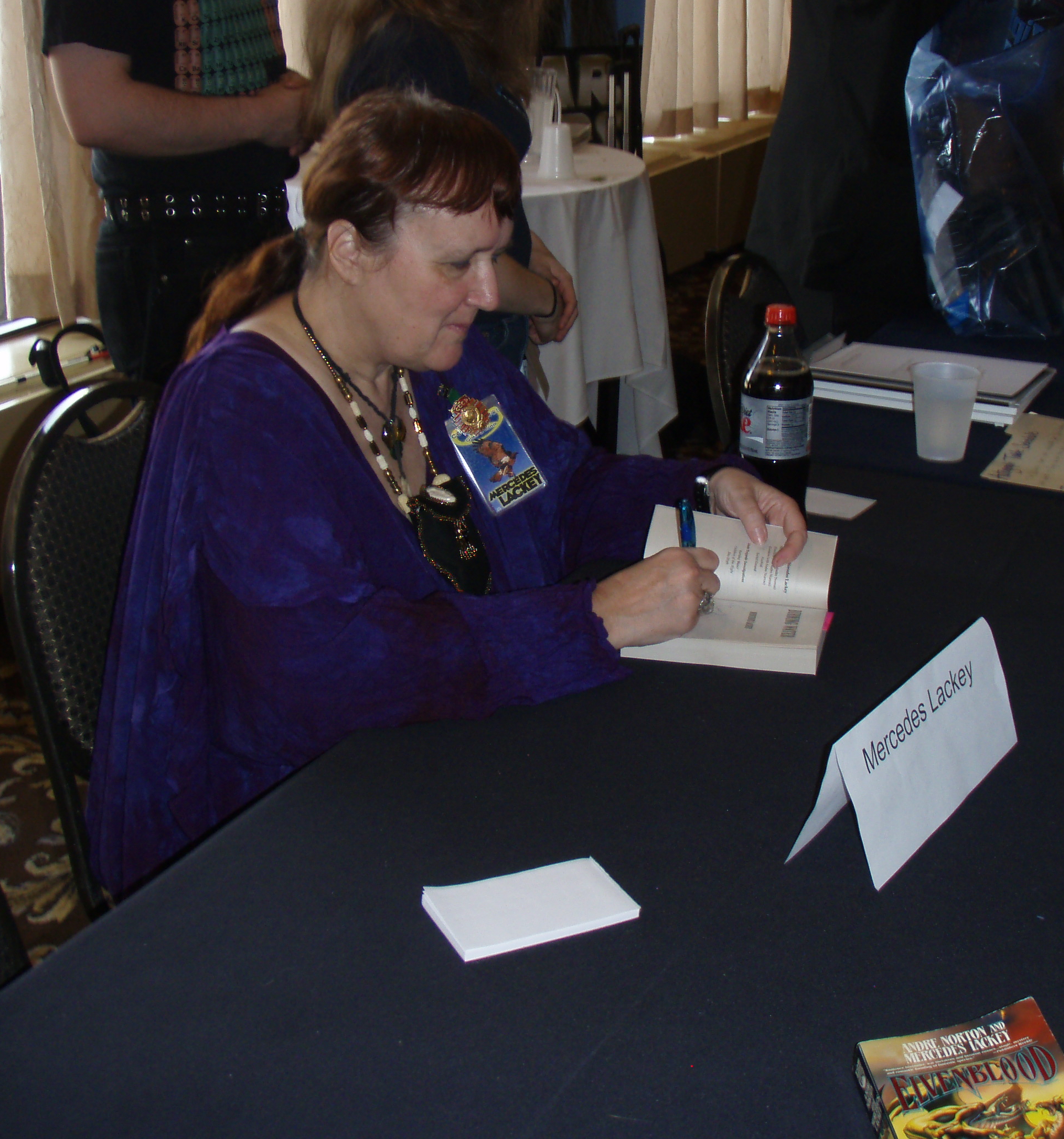
Mercedes Lackey (2008)

Sie legte eine Geschichte für Sword and Sorceress auf, dann schrieb sie die Geschichte um, und verkaufte sie an das Fantasy Book Magazine. Ihr erster Verkauf war Friends of Darkover.
Sie traf C. J. Cherryh, die sie während der Arbeit an ihrer Arrows-Serie betreute. In dieser Zeit veröffentlichte Marion Zimmer Bradley ihre Kurzgeschichten in einer Anthologie, und Cherryh half Lackey bei 17 ihrer Arrows–Geschichten. Lackey sagte später, dass sie so viel geschrieben und aus diesem Grund gar kein soziales Leben mehr außerhalb des Schreibens gehabt habe. Sie wurde von Tony Lackey geschieden und heiratete schließlich Larry Dixon. Lackey lebt mit ihrem Mann außerhalb von Tulsa, Oklahoma, in einem ungewöhnlichen Haus. Sie beschreibt es als „2½-geschossige Betonkuppel mit einer achteckigen hölzernen Schale darüber“.
1991 wurde sie für Magic’s Price mit dem Lambda Literary Award in der Kategorie Gay men’s Science Fiction / Fantasy ausgezeichnet.

## Bibliografie (Auswahl)

### Valdemar
Viele ihrer Romane und Trilogien sind miteinander verbunden und in der Welt der Velgarth angesiedelt, vor allem in und um das Land von Valdemar. Ihre Valdemar-Romane bilden ein komplexes Gebilde der Interaktion zwischen menschlichen und nicht-menschlichen Protagonisten mit vielen unterschiedlichen Kulturen und gesellschaftlichen Sitten. Neben den Romanen verfasste Lackey auch eine Vielzahl an Kurzgeschichten und Gedichte, die in Valdemar spielen. Die Reihenfolge der Sub-Serien spiegelt die innere chronologischen Reihenfolge wider.

#### Mage Wars
(mit Larry Dixon)
- The Black Gryphon, DAW Books 1994, ISBN 0-88677-577-9
- The White Gryphon, DAW Books 1995, ISBN 0-88677-631-7
- The Silver Gryphon, DAW Books 1996, ISBN 0-88677-684-8

#### Last Herald-Mage
- Magic’s Pawn, DAW Books 1989, ISBN 0-88677-352-0
- Magic’s Promise, DAW Books 1990, ISBN 0-88677-401-2
- Magic’s Price, DAW Books 1990, ISBN 0-88677-426-8

#### The Collegium Chronicles
- Foundation, DAW Books 2008, ISBN 978-0-7564-0524-3
- Intrigues, DAW Books 2010, ISBN 978-0-7564-0639-4
- Changes, DAW Books 2011, ISBN 978-0-7564-0692-9
- Redoubt, DAW Books 2012, ISBN 978-0-7564-0745-2
- Bastion, DAW Books 2013, ISBN 978-0-7564-0944-9

#### Herald Spy
- Closer to Home, DAW Books 2014, ISBN 978-0-7564-0899-2
- Closer to the Heart, DAW Books 2015, ISBN 978-0-7564-0900-5
- Closer to the Chest, DAW Books 2016, ISBN 978-0-7564-0901-2

#### Valdemar: Family Spies
- The Hills Have Spies, DAW Books 2018, ISBN 978-0-7564-1317-0
- Eye Spy, DAW Books 2019, ISBN 978-0-7564-1320-0
- Spy, Spy Again, DAW Books 2020, ISBN 978-0-7564-1323-1

#### Vows and Honor
- The Oathbound, DAW Books 1988, ISBN 0-88677-285-0
- Oathbreakers, DAW Books 1989, ISBN 0-88677-319-9
- Oathblood, DAW Books 1998, ISBN 0-88677-773-9 (Kurzgeschichtensammlung)

#### Heralds Of Valdemar: Alberich’s Tale
- Exile’s Honor, DAW Books 2002, ISBN 0-7564-0085-6
- Exile’s Valor, DAW Books 2003, ISBN 0-7564-0206-9

#### Heralds of Valdemar
Alle übersetzt von Marion Vrbicky.
- Arrows of the Queen, DAW Books 1987, ISBN 0-88677-189-7
  - Talia, die Erwählte, Bastei Lübbe 1993, ISBN 3-404-20210-4
- Arrow’s Flight, DAW Books 1987, ISBN 0-88677-222-2
  - Talia, die Hüterin, Bastei Lübbe 1993, ISBN 3-404-20217-1
- Arrow’s Fall, DAW Books 1988, ISBN 0-88677-255-9
  - Talia, die Mahnerin, Bastei Lübbe 1994, ISBN 3-404-20223-6

#### Kerowyn’s Tale
- By the Sword, DAW Books 1991, ISBN 0-88677-463-2

#### Mage Winds
- Winds of Fate, DAW Books 1991, ISBN 0-88677-489-6
- Winds of Change, DAW Books 1992, ISBN 0-88677-534-5
- Winds of Fury, DAW Books 1993, ISBN 0-88677-562-0

#### Mage Storms
- Storm Warning, DAW Books 1994, ISBN 0-88677-611-2
- Storm Rising, DAW Books 1995, ISBN 0-88677-660-0
- Storm Breaking, DAW Books 1996, ISBN 0-88677-713-5

#### Darian’s Tale
(mit Larry Dixon)
- Owlflight, DAW Books 1997, ISBN 0-88677-754-2
- Owlsight, DAW Books 1998, ISBN 0-88677-802-6
- Owlknight, DAW Books 1999, ISBN 0-88677-851-4

#### Skif’s Tale
- Take a Thief, DAW Books 2001, ISBN 0-7564-0008-2

#### The Reign of Theran
- Brightly Burning, DAW Books 2000, ISBN 0-88677-889-1

#### Erzählbände
Die acht Bände wurden von Mercedes Lackey herausgegeben. Sie enthalten sowohl eigene Erzählungen als auch Erzählungen anderer Autoren. Hier folgen nur ihre eigenen Erzählungen.
- Sword of Ice: And Other Tales of Valdemar. 1997, ISBN 0-88677-720-8.

Sunlancer. (mit Philip M. Austin)
Sword of Ice. (mit John Yezegulalian)
Blue Heart. (mit Philip M. Austin)
- Sun In Glory: And Other Tales of Valdemar. 2003, ISBN 0-7564-0166-6.

Sun In Glory.
- Crossroads: And Other Tales of Valdemar. 2005, ISBN 0-7564-0325-1.

Landscape of the Imagination.
- Moving Targets: And Other Tales of Valdemar. 2008, ISBN 978-0-7564-0528-1.

Moving Targets. (mit Larry Dixon)
- Changing the World: All-New Tales of Valdemar. 2009, ISBN 978-0-7564-0580-9.

The One Left Behind.
- Finding the Way: And Other Tales of Valdemar. 2010, ISBN 978-0-7564-0633-2.

Finding the way. (mit Larry Nixon)
- Under the Vale: And Other Tales of Valdemar. 2011, ISBN 978-0-7564-0696-7.

The Simple Gifts.
- No True Way: All-New Tales of Valdemar. 2014, ISBN 978-0-7564-0769-8.

Vixen.

#### Sachbuch
14 Jahre nach dem Erscheinen von Arrows of the Queen veröffentlichten John Helfers und Denise Little ein Buch über das „Valdemar-Universum“, das u. a. Lackeys Essay Girl Meets Horse (Sort of) sowie ihre Kurzgeschichte A Herald’s Journey enthält.
- The Valdemar Companion. 2001, ISBN 0-7564-0037-6 (Hrsg. John Helfers, Denise Little)

### Diana Tregarde
- Children of the Night, Tor 1990, ISBN 0-8125-2112-9
- Burning Water, Tor 1989, ISBN 0-8125-2104-8
- Jinx High, Tor 1991, ISBN 0-8125-2114-5

### The Sword of Knowledge
Es handelt sich um eine „Shared world“-Reihe, d. h. Leslie Fish (A Dirge for Sabis), Nancy Asire (Wizard Spawn) und Mercedes Lackey teilen sich eine fiktive Welt. C. J. Cherryh wird zu jedem Buch als Mitautorin genannt. Nur der Roman
- Reap the Whirlwind, Baen 1989, ISBN 0-671-69846-X

stammt von Lackey. Die drei Romane erschienen 1995 als Sammelband unter dem Titel The Sword of Knowledge.

### Bedlam Bard
Die Bedlam-der-Barde-Bücher beschreiben einen jungen Mann mit der Macht, unglaubliche Magie durch die Musik zu wirken.
- Knight of Ghosts and Shadows, Baen 1990, ISBN 0-671-69885-0 (mit Ellen Guon)
- Summoned to Tourney, Baen 1992, ISBN 0-671-72122-4 (mit Ellen Guon)
- Beyond World’s End, Baen 2001, ISBN 0-671-31955-8 (mit Rosemary Edghill)
- Spirits White as Lightning, Baen 2001, ISBN 0-671-31853-5 (mit Rosemary Edghill)
- Mad Maudlin, Baen 2003, ISBN 0-7434-7143-1 (mit Rosemary Edghill)
- Music to My Sorrow, Baen 2005, ISBN 1-4165-0917-8 (mit Rosemary Edghill)

### Halfblood Chronicles
(mit Andre Norton)
- Elvenbane, Tor 1991, ISBN 0-312-85106-5
- Elvenblood, Tor 1995, ISBN 0-312-85548-6
- Elvenborn, Tor 2002, ISBN 0-312-86456-6

### Bardic Voices
- A Cast of Corbies, Baen 1994, ISBN 0-671-72207-7 (mit Josepha Sherman)
- The Lark and the Wren, Baen 1992, ISBN 0-671-72099-6
- The Robin and the Kestrel, Baen 1993, ISBN 0-671-72183-6
- The Eagle and the Nightingales, Baen 1995, ISBN 0-671-87636-8
- Four & Twenty Blackbirds, Baen 1997, ISBN 0-671-87853-0

### Brainship
Ab dem Jahr 1992 entstand, aufbauend auf der Erzählung von Anne McCaffrey aus dem Jahr 1961 und ihrem gleichnamigen Roman aus dem Jahr 1969 The Ship Who Sang (Ein Raumschiff namens Helva. 1973), eine Serie von insgesamt sieben Romanen. Vier der Romane verfasste Anne McCaffrey in Zusammenarbeit mit anderen Autoren, darunter den dritten Band der Serie mit Mercedes Lackey unter dem Titel:
- The Ship Who Searched, Baen 1992, ISBN 0-671-72129-1 (mit Anne McCaffrey)
  - Tia, das Raumschiff, das sich verliebte, Bastei Lübbe 1993, Übersetzer Ralph Tegtmeier, ISBN 3-404-24175-4

Vor dem Erscheinen des Romans wurde die Geschichte in vier Teilen von Juni bis September 1992 vom Magazin Amazing Stories veröffentlicht. Außerdem erschien der Roman 2003, zusammen mit Partnership, dem zweiten Band der Serie von Anne McCaffrey und Margaret Ball, als Sammelband unter dem Titel Brain Ships.

### SERRAted Edge
- Born to Run, Baen 1992, ISBN 0-671-72110-0 (mit Larry Dixon)
- Wheels of Fire, Baen 1992, ISBN 0-671-72138-0 (mit Mark Shepherd)
- When the Bough Breaks, Baen 1993, ISBN 0-671-72154-2 (mit Holly Lisle)
- Chrome Circle, Baen 1994, ISBN 0-671-87615-5 (mit Larry Dixon)
- Silence, Baen 2016, ISBN 978-1-4767-8123-5
- The Waters and the Wild, Baen 2019, ISBN 978-1-4814-8430-5 (mit Rosemary Edghill)
- Breaking Silence, Baen 2020, ISBN 978-1-9821-2434-2

#### SERRAted Edge Prequels
(mit Roberta Gellis)
- This Scepter'd Isle, Baen 2004, ISBN 0-7434-7156-3
- Ill Met by Moonlight, Baen 2005, ISBN 0-7434-9890-9
- By Slanderous Tongues, Baen 2007, ISBN 1-4165-2107-0
- And Less Than Kind, Baen 2008, ISBN 978-1-4165-5533-9

### Bard’s Tale
Alle übersetzt von Wolfgang Thon.
- Castle of Deception, Baen 1992, ISBN 0-671-72125-9 (mit Josepha Sherman)
  - Die Burg der Verräter, Bastei Lübbe 1995, ISBN 3-404-20261-9
- Fortress of Frost and Fire, Baen 1993, ISBN 0-671-72162-3 (mit Ru Emerson)
  - Festung aus Feuer und Eis, Bastei Lübbe 1995, ISBN 3-404-20269-4
- Prison of Souls, Baen 1993, ISBN 0-671-72193-3 (mit Mark Shepherd)
  - Gefängnis der Seelen, Bastei Lübbe 1996, ISBN 3-404-20285-6

### Wing Commander
- Freedom Flight, Baen Books 1992, ISBN 0-671-72145-3 (mit Ellen Guon)
- Die Befreier, Bastei Lübbe 1994, ISBN 3-404-23148-1

### Darkover
Nachdem sie mehrere Erzählungen zu Marion Zimmer Bradleys Darkover-Anthologien beigetragen hatte, schrieben die beiden gemeinsam einen Roman, dessen Handlung im „Darkover-Universum“ angesiedelt ist.
- Eine andere Art von Mut. 1988, A Different Kind of Courage. 1985

In: Marion Zimmer Bradley (Hrsg.): Freie Amazonen von Darkover. 1988, ISBN 3-8118-3847-4, Free Amazons of Darkover. 1985, ISBN 0-88677-096-3.
- Der Denkzettel. 2001, An Object Lesson. 1990

In: Marion Zimmer Bradley (Hrsg.): Die Domänen. 2001, ISBN 3-426-60978-9, Domains of Darkover. 1990, ISBN 0-88677-407-1.
- Um einem Dieb eine Falle zu stellen. 2001, Set a Thief. 1991

In: Marion Zimmer Bradley (Hrsg.): Die Schwesternschaft des Schwertes. 2001, ISBN 3-426-60979-7, Renunciates of Darkover. 1991, ISBN 0-88677-469-1.
- Die gestohlene Ballade. 1999, Poetic License. 1994

In: Marion Zimmer Bradley (Hrsg.): Das Wort des Hastur. 1999, ISBN 3-453-13645-4, Snows of Darkover. 1994, ISBN 0-88677-601-5.
- Rediscovery, DAW Books 1993, ISBN 0-88677-561-2 (mit Marion Zimmer Bradley)
  - An den Feuern von Hastur, Hestia 1994, Übersetzerin Rosemarie Hundertmarck, ISBN 3-89457-049-0

### Elemental Masters
- The Serpent’s Shadow, DAW Books 2001, ISBN 0-88677-915-4
- The Gates of Sleep, DAW Books 2002, ISBN 0-7564-0060-0
- Phoenix and Ashes, DAW Books 2004, ISBN 0-7564-0161-5
- The Wizard of London, DAW Books 2005, ISBN 0-7564-0174-7
- Reserved for the Cat, DAW Books 2007, ISBN 978-0-7564-0362-1
- Unnatural Issue, DAW Books 2011, ISBN 978-0-7564-0575-5
- Home from the Sea, DAW Books 2012, ISBN 978-0-7564-0727-8
- Steadfast, DAW Books 2012, ISBN 978-0-7564-0801-5
- Blood Red, DAW Books 2014, ISBN 978-0-7564-0897-8
- From a High Tower, DAW Books 2015, ISBN 978-0-7564-0898-5
- A Study in Sable, DAW Books 2016, ISBN 978-0-7564-0872-5
- A Scandal in Battersea, DAW Books 2017, ISBN 978-0-7564-0873-2
- The Bartered Brides, DAW Books 2018, ISBN 978-0-7564-0874-9
- The Case of the Spellbound Child, DAW Books 2019, ISBN 978-0-7564-1211-1

### Fairy Tale stories
- Firebird, Tor 1996, ISBN 0-312-85812-4
- The Black Swan, DAW Books 1999, ISBN 0-88677-833-6

### Heirs of Alexandria
(mit Eric Flint und Dave Freer)
- The Shadow of the Lion, Baen 2002, ISBN 0-7434-3523-0
- This Rough Magic, Baen 2003, ISBN 0-7434-7149-0
- Much Fall of Blood, Baen 2010, ISBN 978-1-61824-769-8
- Burdens of the Dead, Baen 2013, ISBN 978-1-4516-3874-5

### Dragon Jousters
- Joust, DAW Books 2003, ISBN 0-7564-0122-4
- Alta, DAW Books 2004, ISBN 0-7564-0216-6
- Sanctuary, DAW Books 2005, ISBN 0-7564-0246-8
- Aerie, DAW Books 2006, ISBN 0-7564-0391-X

### Obsidian Universum
(mit James Mallory)

#### Obsidian
- The Outstretched Shadow, Tor 2003, ISBN 0-7653-0219-5
- To Light A Candle, Tor 2004, ISBN 0-7653-0220-9
- When Darkness Falls, Tor 2006, ISBN 0-7653-0221-7

#### The Dragon Prophecy
- Crown of Vengeance, Tor 2012, ISBN 978-0-7653-2438-2
- Blade of Empire, Tor 2017, ISBN 978-0-7653-2439-9

### The Enduring Flame
- The Phoenix Unchained, Tor 2007, ISBN 0-7653-1593-9
- The Phoenix Endangered, Tor 2008, ISBN 978-0-7653-1594-6
- The Phoenix Transformed, Tor 2009, ISBN 978-0-7653-1595-3

### Die verzauberten Reiche – Five Hundred Kingdoms
Alle übersetzt von Sandra Müller.
- The Fairy Godmother, Luna 2004, ISBN 0-373-80202-1
  - Gute Fee in Ausbildung, Blanvalet 2008, ISBN 3-442-24365-3
- One Good Knight, Luna 2006, ISBN 0-373-80217-X
  - Ein echt weißer Ritter, Blanvalet 2009, ISBN 3-442-24366-1
- Fortune’s Fool, Luna 2007, ISBN 0-373-80266-8
  - Wie angelt man sich eine Meerjungfrau?, Blanvalet 2010, ISBN 3-442-24367-X
- The Snow Queen, Luna 2008, ISBN 978-0-373-80265-4
- The Sleeping Beauty, Luna 2010, ISBN 978-0-373-80315-6
- Beauty and the Werewolf, Luna 2010, ISBN 978-0-373-80328-6

### Einzelroman
- Tiger Burning Bright, AvoNova / William Morrow 1995, ISBN 0-688-14360-1 (mit Marion Zimmer Bradley und Andre Norton)
  - Der Tigerclan von Merina, Heyne 1996, Übersetzerin Marion Balkenhol, ISBN 3-453-09739-4